# Campionato Internazionale 1915-1916
La stagione 1915-1916 è stato il sesto Campionato Internazionale, e ha visto campione l'Akademischer Eishockey-Club Zürich. Nel 1913-14 e nel 1914-15 non si sono disputati campionati a causa, rispettivamente, delle condizioni meteo e della mobilitazione.

## Gruppi

### Gruppo 1

#### Classifica
| Posizione | Squadra     | G | V | N | P | GF | GF | DR | Punti | Osservazioni            |
| --------- | ----------- | - | - | - | - | -- | -- | -- | ----- | ----------------------- |
| 1.        | CP Lausanne | 2 | 1 | 1 | 0 | 7  | 6  | 1  | 3     | Qualificato alla finale |
| 2.        | Servette    | 2 | 1 | 0 | 1 | 10 | 5  | 5  | 2     |                         |
| 3.        | Rosey-Rolle | 2 | 0 | 1 | 1 | 2  | 8  | -6 | 1     |                         |

#### Risultati
| Caux 15/16 gennaio 1916 | CP Lausanne | 2 – 2 referto | Rosey-Rolle |  |

| Caux 15/16 gennaio 1916 | CP Lausanne | 5 – 4 referto | Servette |  |

| Caux 15/16 gennaio 1916 | Servette | 6 – 0 referto | Rosey-Rolle |  |

### Gruppo 2

#### Classifica
| Posizione | Squadra                 | G | V | N | P | GF | GF | DR | Punti | Osservazioni            |
| --------- | ----------------------- | - | - | - | - | -- | -- | -- | ----- | ----------------------- |
| 1.        | Akademischer EHC Zürich | 2 | 2 | 0 | 0 | 6  | 2  | 4  | 4     | Qualificato alla finale |
| 2.        | Les Avants              | 2 | 1 | 0 | 1 | 8  | 3  | 5  | 2     |                         |
| 3.        | La Villa Ouchy          | 2 | 0 | 0 | 2 | 2  | 11 | -9 | 0     |                         |

#### Risultati
| Caux 15/16 gennaio 1916 | Akademischer EHC Zürich | 2 – 1 referto | Les Avants |  |

| Caux 15/16 gennaio 1916 | Les Avants | 7 – 1 referto | La Villa Ouchy |  |

| Caux 15/16 gennaio 1916 | La Villa Ouchy | 1 – 4 referto | Akademischer EHC Zürich |  |

## Finale
| Caux 15/16 gennaio 1916 | Akademischer EHC Zürich | 7 – 2 referto | CP Lausanne |  |

## Verdetti
| Campionato Internazionale 1915-1916 | Campionato Internazionale 1915-1916 |
| ----------------------------------- | ----------------------------------- |
| Campionato Internazionale           | Akademischer EHC Zürich             |